# Joris De Loore
Joris De Loore (ur. 21 kwietnia 1993 w Brugii) – belgijski tenisista, reprezentant kraju w rozgrywkach Pucharu Davisa.

## Kariera tenisowa
W karierze zwyciężył w jednym deblowym turnieju cyklu ATP Challenger Tour. Ponadto wygrał jedenaście singlowych oraz czternaście deblowych turniejów rangi ITF.
W rankingu gry pojedynczej najwyżej był na 142. miejscu (6 listopada 2023), a w klasyfikacji gry podwójnej na 263. pozycji (24 grudnia 2018).

### Zwycięstwa w turniejach ATP Challenger Tour

#### Gra podwójna
| Końcowy wynik | Nr | Data          | Turniej       | Nawierzchnia  | Partner          | Przeciwnicy                      | Wynik finału |
| ------------- | -- | ------------- | ------------- | ------------- | ---------------- | -------------------------------- | ------------ |
| Zwycięzca     | 1. | 18 marca 2018 | Drummondville | Twarda (hala) | Frederik Nielsen | Luis David Martínez Filip Peliwo | 6:4, 6:3     |